# جورج واشنطن لامبرت
جورج واشنطن توماس لامبرت (بالإنجليزية: George Washington Lambert)‏ (13 سبتمبر 1873 - 29 مايو 1930) فنان أسترالي اشتهر بشكل أساسي برسم الصور الفوتوغرافية كفنان حرب أثناء الحرب العالمية الأولى.

## حياته
وُلد لامبرت في سان بطرسبرغ، روسيا، الابن بعد وفاته لجورج واشنطن لامبرت (1833 - 25 يوليو 1873، في لندن) من بالتيمور، ماريلاند. كانت والدة لامبرت الأصغر سناً آني ماتيلدا، «نيي» فيرث، امرأة إنجليزية. سرعان ما انتقلت الأم وابنها إلى مدينة Württemberg بألمانيا لتكونا مع جد لامبرت للأم. تلقى لامبرت تعليمه في كلية كينجستون، يوفيل، سومرست. قررت العائلة، المؤلفة من لامبرت، والدته وثلاث أخوات، الهجرة إلى أستراليا. وصلوا إلى سيدني على متن السفينة «البنغال» في 20 يناير 1887.

## مهنته

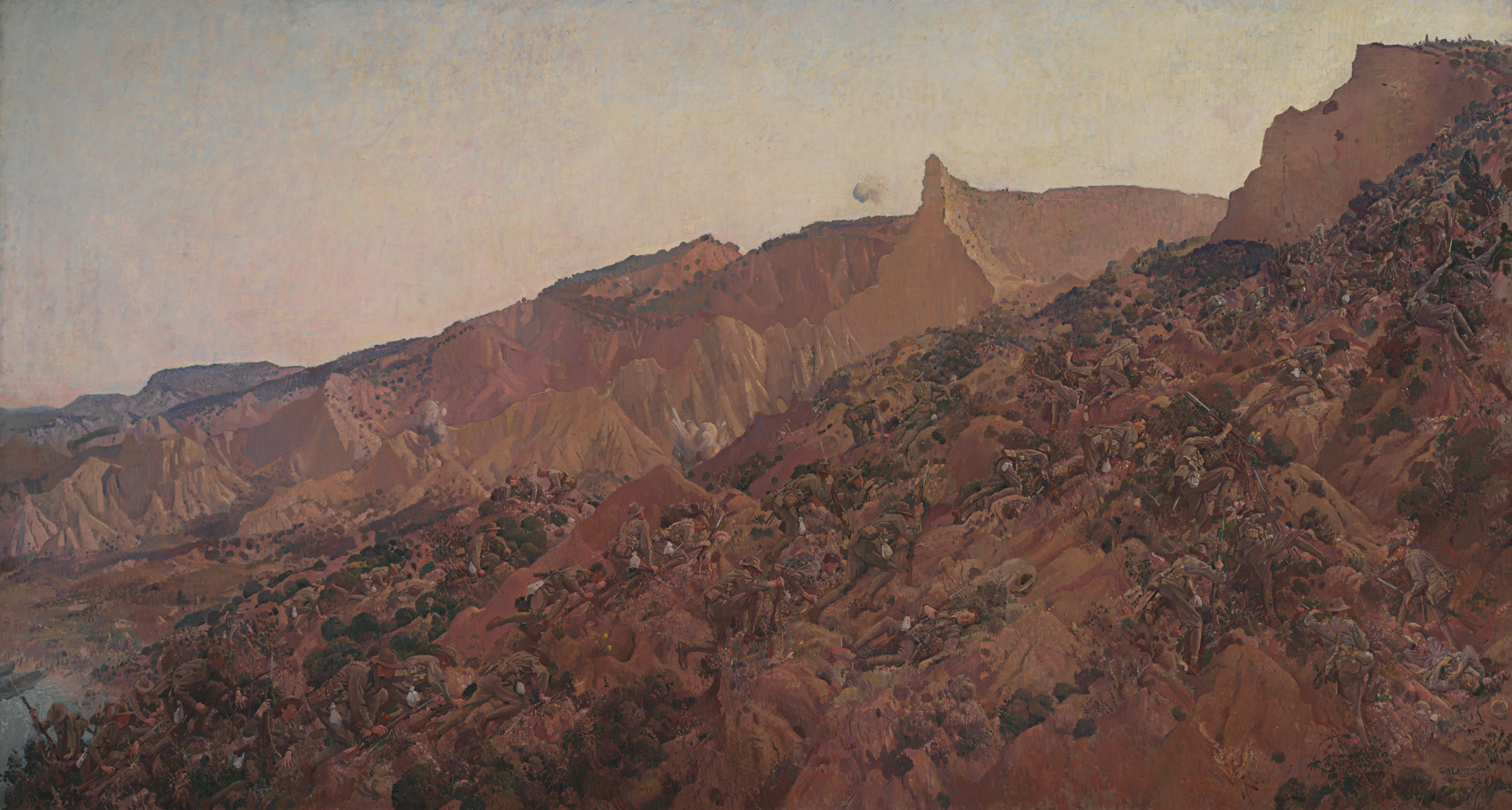
لوحة لجورج واشنطن لامبرت

بدأ لامبرت بعرض لوحاته في جمعية الفن وجمعية الفنانين بسيدني في عام 1894. ثم ساهم في نشر رسوم كاريكاتورية بالقلم الجاف والحبر لمجلة النشرة في عام 1895 وبدأ في الرسم بدوام كامل عام 1896. شكلت الرسوم التوضيحية التي قدمها لامبرت جزءًا كبيرًا في العديد من القصص الأدبية مثل: الفتيات والخيول الرمادية (1898) وقلوب الذهب (1903) ومختارات من الشاعر الأسكتلندي الأسترالي وليام هنري أوغيلفي (1869-1963).
حصل في عام 1899 على جائزة وين لرسمه لوحة عبر سهول التربة السوداء. درس في مدرسة جوليان آشتون للفنون في سيدني حتى عام 1900. وحصل لاحقًا على منحة سفر بقيمة 150 جنيه إسترليني من حكومة نيو ساوث ويلز. أمضى سنة في باريس قبل أن ينتقل إلى لندن وهناك شارك في معرضٍ في الأكاديمية الملكية للفنون. حصل لامبرت على الميدالية الفضية في معرض دولي عن لوحته السوناتة في برشلونة في عام 1911. وكان أكثرَ شهرةً خلال هذا الوقت كفنان بورتريه.

### فنان الحرب
أصبح لامبرت فنانًا رسميًا للحرب الأسترالية في عام 1917 أثناء الحرب العالمية الأولى. تعد لوحة هيئة الجيش الأسترالي ونيوزيلندا، الهبوط في 1915 من حملة غاليبولي في تركيا، أكبر لوحة في مجموعة النصب التذكاري للحرب الأسترالية. سافر لامبرت، بصفته نقيبًا فخريًا، إلى غاليبولي في عام 1919 لتنفيذ سكيتشات للرسم. اشتُهرت له لوحة أخرى باسم رقيب الحصان الرشيق (1920)، رسمها في لندن بعد سفره إلى فلسطين.
أمضى جورج لامبرت خلال سنوات الحرب الكثير من وقته في لندن، إذ يُعتقد أنه كان مرتبطًا بعلاقةٍ عاطفيةٍ مع زميلته الفنانة ثيا بروكتور.

### عودته إلى أستراليا
عاد لامبرت إلى أستراليا في عام 1921، وحقق نجاحًا في ملبورن بتقديمه عرضًا فرديًا خاصًا به في معرض جمعية الفنون الجميلة. ثم انتُخب زميلًا في الأكاديمية الملكية للفنون في عام 1922. كان في كثير من الأحيان يزور منزل العقيد غرانفيل ريري في ميشيلاغو، نيو ساوث ويلز، وهناك رسم لوحة مناظر ميشيلاغو الطبيعية.
استُبعدت أعمال لامبرت من جائزة أرشيبالد السنوية الثانية في عام 1922، وهي تعد الآن جائزة أستراليا المرموقة للفن، لأنه لم يكن مقيماً في أستراليا لمدة اثني عشر شهرًا. قدم بورتريه لنفسه عند مشاركته في العام الثالث، متنافسًا مع الرسام وليام ماكلويد. وفي عام 1927 فاز بالجائزة عن عمله بعنوان السيدة مردوخ.
كُلِّف في نوفمبر من عام 1927 بإنشاء تمثالٍ للكاتب هنري لوسون؛ وكُشِف عن العمل الذي صوّر لوسون في ملابس عتيقة يرافقه عامل زراعي متجول وكلب، في سيدني 28 يوليو من عام 1931 من قبل السير فيليب غيم حاكم ولاية نيو ساوث ويلز.

## حياته الشخصية
تزوج لامبرت من أميليا بياتريس «إيمي» آبسل (1872-1963) في عام 1900. أطفالهم: موريس لامبرت (1901-1964)، نحات بارز وحاصل على الزمالة في الأكاديمية الملكية للفنون، وكونستانت لامبرت، ملحن وقائد فرقة موسيقية، مولود في لندن من عام 1905. أما حفيده كيت لامبرت، كان مديرًا لفرقة موسيقى الروك «ذا هو».
توفي لامبرت في 29 مايو من عام 1930 في كوبيتي، بالقرب من كامدن، نيو ساوث ويلز، ودفن في القسم الأنجليكاني في مقبرة ساوث هيد.